# Paolo Antonio Testore
Paolo Antonio Testore (Milano, 1690 ca. – Milano, 1767 ca.) è stato un liutaio italiano.

## Biografia
È nato a Milano, secondo figlio di Carlo Giuseppe Testore, anch'egli un liutaio famoso ed ha lavorato fuori della bottega della famiglia sotto il "Segno dell'Aquila", nella Contrada Larga a Milano.
È stato uno dei tre migliori costruttori di strumenti della famiglia Testore, ma una caratteristica distintiva del lavoro di Paolo Antonio è che spesso ometteva il filetto e talvolta usava un legno di qualità inferiore.
Anche il fratello Carlo Antonio Testore era un liutaio ed i loro figli Giovanni, figlio di Carlo, e Gennaro, figlio di Paolo, proseguirono l'attività di famiglia a Milano durante gli anni 1760.
Uno dei suoi violini del 1712 era suonato da Paul Klee ed è ora esposto al Zentrum Paul Klee di Berna